# Dolomedes signatus
Dolomedes signatus là một loài nhện trong họ Pisauridae.
Loài này thuộc chi Dolomedes. Dolomedes signatus được Charles Athanase Walckenaer miêu tả năm 1837.